# Raithby cum Maltby
Raithby cum Maltby est une paroisse civile du Lincolnshire, en Angleterre.